# プレーヤーズゲーム
プレーヤーズゲーム、またはプレイヤーズゲーム (Players Game、略称PG) は、BDプレーヤーなどのメディアプレーヤーや光ディスク再生機能を備えたゲーム機などで動作するコンピュータゲームの総称。
- DVD規格のDVDプレーヤーズゲーム (Digital Versatile Disc Players Game、略称DVDPG)
- BD規格のBDプレーヤーズゲーム (Blu-ray Disc Players Game、略称BDPG)
- UMD規格のUMDプレイヤーズゲーム (Universal Media Disc Players Game、略称UMDPG)

の3種類が存在する。ここでは、これら3つを規格ごとにわけて解説する。

## 概要
ムービーを主体とするゲーム性の低い作品は、海外では「Interactive film」と呼ばれる。メディアがフイルムだった時代から存在し、1975年に任天堂がアーケードでリリースした『EVRレース』が一例である。ディスクメディアを用いたものとしては、1983年にCinematronics社がアーケードでリリースしたLDゲームの『ドラゴンズレア』、1992年にセガが家庭用でリリースしたメガCD用ゲームの『ナイトトラップ』などが代表例である。
「Interactive film」は、ドット絵のゲームが標準だった1980年代から1990年代前半において、アニメや実写と同じ画質が楽しめるという利点があったが、基本的にムービーを再生するだけでゲーム性が低いので、ゲームとしてはあまり高い評価は受けなかった。しかも通常のゲームと比べて多大な製作費がかかり、例えばソニーイメージソフトが1993年に発売したメガCD用ソフト『Ground Zero Texas』の製作費は300万ドルと、1本の映画を撮るのと同じくらいかかったという。そのため、初代PlayStation（1994年発売）などムービーが扱える家庭用ゲーム機が普及した1990年後半以降、ポリゴンのムービーを多用しながらゲーム性が高くて面白い作品が多数登場するようになると衰退してしまった。
DVD再生機が普及する1990年代末より「Interactive film」が復活した。アメリカでは「DVD game」などと呼ばれる。「DVD game」はゲーム性が低いため、専用コントローラーを使わなくてもDVDプレーヤーのリモコンでプレイできるのが利点で、主に玩具メーカーから、まだゲーム機を扱えない低年齢層向けに作品が発売された。また、DVDプレーヤーは普及初期にはインタラクティブプレーヤーとしての展開が考慮されていたため、DVDプレーヤー版『ドラゴンズレア』（1998年）など、レーザーディスクゲームの移植版がいくつか出たが、わざわざDVDプレーヤーでゲームをしたい層は限定的であったため、リリースされたのはごくわずかの有名タイトルに留まる。
一方日本では、「DVDゲーム」は当時パソコン用ゲームとして流行していたビジュアルノベル、エロゲーとの相性が良かったので、2000年頃よりこれらが盛んに移植された。当時はまだPCが高価で普及率が低かったので、DVDプレーヤーさえ持っていれば、PCを持っていない人でもビジュアルノベルがプレイできるのが利点であった。また、映像ソフトはゲームと流通が違うので、普段ゲームをしない層にもリーチするという供給側の思惑があった。もっとも、2000年当時最も安価で普及率の高かったDVDプレーヤーはPlayStation 2であり、PC向けビジュアルノベルのヒット作の多くは全年齢向けとしてPS1/PS2にも移植されていたため、市場は限定的であった。やがて「DVDゲーム」としてリリースされるソフトのほとんどが、PSでは正規にリリースできないエロゲーの移植になった。
2000年に発売されたPlayStation 2は、標準でDVDが再生でき、事実上のDVDプレーヤーとして機能した。また、2006年に発売されたPlayStation 3は、標準でブルーレイ（BD）が再生でき、事実上のBDプレーヤーとして機能した。そのため、「Interactive film」は2000年代から2010年代にかけて、つまりDVD世代からブルーレイ世代において、日本では「プレステで遊べるエロゲー」として位置づけられ、「プレーヤーズゲーム」という独特のジャンルを形成した。

## DVDプレーヤーズゲーム（DVDPG）
DVD-Video規格に準拠したDVD-ROMを利用しているため、DVDプレイヤーのリモコンやPlayStation 2などのゲーム機（DVD再生機能付き）用コントローラで操作を行う。DVD-Videoのマルチストーリー機能をストーリーの分岐に使用することでゲームを成立させており、コマンド選択式アドベンチャーゲームであれば、それなりに通用する。一般的なパソコンゲームと違ってインストールなどの手間がかからず手軽にゲームを楽しめる反面、前述のマルチストーリー機能以外で分岐させることができないため、高度なフラグ管理は不可能である。途中で自由にセーブすることもできず、これについてはコントローラのテンキーからのパスワード入力などで代用していることが多い。
アダルトゲームとは無関係の一般向け作品の場合、「インタラクティブDVD」などの名称が用いられる。ただし、この名称の場合は必ずしもゲームであるとは限らず、インタラクティブ（双方向）機能を利用したマルチストーリーのドラマ・アニメ、アミューズメントディスクのようなものなども含んでいる。

### 展開
日本におけるDVDゲームは、レーザーディスクの開発元であったパイオニアのDVD部門であるパイオニアビデオが初期より展開しており、1998年7月10日にテレビゲームソフト『時空探偵DD～幻のローレライ～』の移植作を発売している。1998年8月15日にはDVDゲームのオリジナル作品として美少女合コンゲーム『プロポーズ大作戦』も発売された。開発はどちらもINNER BRAIN。この当時はこの規格に対する決まった呼び方は特になかった。
成人向けアドベンチャーゲームとしては、当時実写のアダルトDVD販売会社に在籍していた現イーアンツの有田昭久の発案により2000年4月21日にNOISEから『コレクター　檻の中の美少女達』が発売された。その後アダルトゲーム・アダルトビデオのメーカー各社が発売するようになり、2001年にコンピュータソフトウェア倫理機構（ソフ倫）主導で「DVDプレーヤーズゲーム」の統一名称が使われるようになった。略称はDVDPG。
ソフ倫がこの呼称を提唱した背景には、PCを持っていないユーザーに対応することによってアダルトゲームの裾野を広げたい、という期待があった。また、DVDPGはPCゲームの流通ではなくアダルトビデオの流通で販売されるため、PCゲームとは違う客層の人に手に取ってもらうという目的もあった。初期には『誰ひとり～常世の里～』『訪問者』『夏迷宮～サマーラビリンス～』『夢魔 －Succubus－』などのDVDPGオリジナル作品もあったが、やがてほとんどがPC用の移植作品となった。
初期は『Phantom -PHANTOM OF INFERNO-』（デジターボ）のようにアダルトゲームの原作から性描写を削除した作品も見られたが、やがて発売されるタイトルのほとんどがアダルトゲームとなった。その多くがPC版のCGやキャラクターボイスなどの流用であり、『水月』などボイスを新規収録する作品は少ない。
PC用の移植作品もあればアダルトビデオ系メーカーが発売する実写タイトルもあり、PC用のアダルトゲームとは異なる客層を形成している。主な顧客は、「PCを持っておらず、アダルトゲームのためにパソコンを買うわけにもいかない」という、どっちつかずの成人向けゲームユーザーとされている。もっとも、開発意図は顧客のためというより、メーカーが持っている「データの再利用」を主な目的としており、低コストで作っている。
PC版ではDVD-ROM1枚に収録されている作品が多いのに対し、DVDPGではメーカーによってはDVD-ROM2枚かそれ以上の枚数を使って収録されることも珍しくない。中には、上下巻や別ルートによる分割で1本の原作から2本以上の移植作を作られることもある。
アメリカでは、日本のビジュアルノベルを翻訳してアメリカ向けにリリースする「AnimePlay」(AnimePlay PC)シリーズを2000年より展開していたヒラメキインターナショナルというメーカーが、同じく日本のDVDPGを翻訳して展開する『AnimePlay DVD』シリーズを展開し、日本のDVDPGをそのまま、あるいは『魔女のお茶会』（2004年）など日本の家庭用ゲームをDVDPG化して発売していたが、アメリカ市場に受け入れられたとはいいがたく、2008年に事業を停止した。

## BDプレーヤーズゲーム（BDPG）
BDプレーヤー/レコーダー用にBDを用いたBDPGも2006年以降に登場している。操作方法はDVDPGそのままに、DVD以上の画質や音質でゲーム内容を楽しめる。
BD-J（Blu-ray Disc Java）を使うことにより、DVDPGでは不可能だったPCゲームにより近い複雑な内容も実現可能である。ただし、BDプレーヤー/レコーダーの性能によっては動作が重くなることもある。
アダルトゲームに関してはDVDPGが広く定着していたため長らく開発されなかったが、2010年5月21日にはmintsより『After... BDPG』と『真章 幻夢館 BDPG』がアダルトゲーム初のBDPGとして同時発売された。これらには、DVDPG版では不可能だったセーブ機能なども実装されている。
アダルトゲームメーカーのビジュアルアーツは、『あそべる!BD-GAME』シリーズ第1弾として『Kanon』など6タイトルを2011年12月16日に発売した。これら6タイトルは『あそBD』の動作環境において、PCではPowerDVD11以降やTotalMedia_Theatreでもプレイ可能と表記されている。しかし、2012年前半までに発売された初期8作品以外についてはこれらを含むPC上でのプレイはサポート対象外となっている。サポートページやスペック情報ページにてBD-Liveを使用していることが明記されている。

## UMDPG
PlayStation Portable用にUMDを用いたUMDPGも2005年以降に登場している。UMD自体は一般規格であるが、現状ではUMDを再生可能な機器がPSP（PSP-1000/2000/3000型）しかないため、UMDPGは事実上「PSP用アダルトゲーム」となっていた。
レインソフトウェアなど他社は共同でPalaceを立ち上げ意欲的にUMDPGを販売していた。また、UMDPGのほとんどは18禁であるが、JIN企画のオリジナル作品は、（CEROやソフ倫などから審査は受けておらず）自主規制の一環として「15歳〜18歳以上推奨」となっていた。

## Players Gameメーカー一覧

### 現存
現存するメーカーは以下。
- 電脳CLUB
- まんごーぷりん
- アイチェリー/プチチェリー
- AMBER/熟女パラダイス/PINK
- N43 Project
- ぶる～べり～そふと
- mints
- 殿ちゃんカンパニー
- Peach
- WORLD PG
- D-PLAY
- あそべる！BD-GAME
- びすけっと
- BD de ゲーム[9]
- BD-game

### 活動休止
- BLACKRAINBOW
- ILLUSION
- Mink
- May-Be SOFT・SQUEEZ・G.J?・MBS TRUTH・OLE-M
- 姫ちゃんカンパニー
- COSMO PG
- テクニカルスタッフ
- Palace/ぷちぱれす
- Finish!
- アイル (ゲームブランド)
- ジャム・クリエーション
- Cain（カイン）
- Cyc (ブランド)
- デジターボ

### 撤退
- チーム暗黒媒体・カニスキー
- イーアンツ（Norn、U・Me SOFなど移植元のブランド名で販売）
- IXIA・Flow Back
- JIN企画
- マンボー
- トワイライトシー
- アクアウェイブ
- D.V.S
- グランドクロス
- Just
- ソシエッタ
- インターハート
- メルロー
- ネクストン
- フォレスト
- イエローピッグ
- Guilty・LUCHA！・rouge・ruf
- ディーオー・ZyX・シーディーブロス
- アクティブ
- West Vision
- 有限会社エイアイアール（レイチェル・GAIA・Tablet・DEVIL'S WORKS）
- ファイブウェイズ
- Pix

## Players Gameオリジナル作品
実写作品は除く。
DVDPG
- 夢魔　SUCCUBUS （2002年、D.V.S）
- 誰ひとり～常世の里～（2002年、千歳）
- トロイメライ～服従～（2002年、SAKURADO・R2Corp）
- 訪問者（2003年、ファボライト）
- JAN 凌虐の野球拳（2003年、ソシエッタ）
- DOUBLE RONDE DVDPG - MAHJONG & QUIZ -（2003年、BLACKRAINBOW）
- WATCH！封印の妖精（2003年、雅王）
- エロポリー マーシーを探せ！（2003年、ソシエッタ）
- もういちど…～close your eyes～（2004年、雅王）
- 縛ってポン！（2004年、ソシエッタ）
- 夏迷宮～サマーラビリンス～（2004年、ブロードゲーム）
- エロリンピック婦人軽官・保母・ビーチバレー選手編（2004年、プチチェリー）
- エロリンピック人妻・英会話講師・女子校生編（2004年、プチチェリー）

BDPG
- クドわふたー あそBD（2013年、あそべる！BD-GAME）

UMDPG
- 遠野の屋形 第一章 「契約」（2008年、ソシエッタ）